# Unión Europea de Tenis de Mesa
La Unión Europea de Tenis de Mesa (en inglés, European Table Tennis Union; ETTU por sus siglas en inglés) es el organismo rector del deporte de tenis de mesa en Europa, y es la única autoridad reconocida a tal efecto por la Federación Internacional de Tenis de Mesa. Su sede está ubicada en la calle Adolphe-Fischer, en la ciudad de Luxemburgo, capital del Gran Ducado de Luxemburgo.
La Unión se ocupa de todos los asuntos relacionados con el tenis de mesa a nivel europeo, incluido el desarrollo y la promoción del tenis de mesa en los territorios controlados por sus cincuenta y ocho asociaciones miembros, y la organización de competiciones continentales, incluido el Campeonato de Europa.

## Historia
Tras su decisión de hacer del Campeonato Mundial de Tenis de Mesa un evento bienal a partir de 1957, la Federación Internacional de Tenis de Mesa invitó a las distintas asociaciones europeas de tenis de mesa a considerar la posibilidad de celebrar un campeonato europeo en los años pares intermedios. En una reunión celebrada el 13 de marzo de 1957 en Estocolmo durante el campeonato mundial de ese año, las asociaciones de la Alemania Occidental, la Alemania Oriental, Austria, Bélgica, Bulgaria, Checoeslovaquia, España, Finlandia, Francia, Gales, Hungría, Luxemburgo, los Países Bajos, Portugal, Suecia, la Unión Soviética y Yugoeslavia crearon la Unión Europea de Tenis de Mesa. El primer Campeonato de Europa tuvo lugar en Budapest en 1958.
| Nombre          | Cargo          | País                |
| --------------- | -------------- | ------------------- |
| Josef Vandurek  | Presidente     | Checoslovaquia      |
| Jupp Schlaf     | Vicepresidente | Alemania Occidental |
| Nancy Evans     | Secretaria     | Gales               |
| György Lakatos  | Asesor         | Hungría             |
| Zlatko Vejler   | Asesor         | Yugoeslavia         |
| Franz Lienhart  | Asesor         | Austria             |
| Jean Mercier    | Asesor         | Francia             |
| Jan P. Scheffer | Asesor         | Países Bajos        |

En una reunión celebrada en 1960, la Unión decidió introducir una competición para equipos de clubes europeos, y la primera Copa de Campeones de Europa de clubes masculina tuvo lugar a principios de 1961, a la que se añadió un evento femenino tres años después. En 1964, la Unión asumió la responsabilidad de las competiciones juveniles en Europa y en 1970 la principal competición para jugadores juveniles pasó a llamarse Campeonato de Europa Juvenil. En 1971 se celebró un torneo de clasificación experimental, en el que participaron los doce mejores jugadores europeos en una competición de todos contra todos. Este evento se celebraría anualmente como el Top-12 Europa.
En 1984, la galesa Nancy Evans se retiró de su cargo de secretaria general honoraria, habiendo ocupado ese cargo durante veintisiete años desde la formación de la Unión. En reconocimiento a su destacado servicio, fue nombrada primera miembro honoraria vitalicia de la Unión Europea de Tenis de Mesa.
Entre 1991 y 1995, el número de asociaciones miembros de la Unión aumentó drásticamente de treinta y siete a cincuenta y dos, en gran parte debido a las solicitudes de asociaciones de tenis de mesa de naciones que anteriormente formaban parte de la Unión Soviética o Yugoeslavia, además de la disolución de Checoeslovaquia. En 1998, se creó la Liga de Campeones de Europa para los equipos de clubes masculinos (siguió una Liga de Campeones femenina en 2005), y en 1999, la Unión celebró su primer contrato televisivo con la ITTF/TMS, que permitió que los partidos de la Liga de Campeones se transmitieran en vivo por Eurosport.
En 2000 se tomó la decisión de cambiar el Campeonato de Europa a años impares a partir de 2003. Esto fue en respuesta a la decisión de la Federación de comenzar a celebrar campeonatos mundiales anuales, alternando entre eventos individuales en los años impares y eventos por equipos en los años pares. Desde 2007, el Campeonato de Europa se convirtió en un evento anual y, a partir de 2016, el Campeonato contará con eventos individuales y dobles en los años pares, con eventos por equipos en los años impares.
La francesa Claude Bergeret, campeona del mundo en 1977, fue nombrada vicepresidente en 2000. Los presidentes son el italiano Stefano Bosi y el alemán Eberhard Schöler. Stefano Bosi, en el cargo desde 1996, dimitió de su cargo de presidente el 9 de agosto de 2013 tras una oposición con el presidente de la Federación, Adham Sharara. El neerlandés Ronald Kramer fue elegido presidente de la Unión en octubre de 2013 para un mandato hasta 2016. Fue reelegido por cuatro años en 2016.
Tras la invasión rusa de Ucrania en 2022, la junta ejecutiva de la Unión prohibió a los jugadores y funcionarios rusos y bielorrusos participar en los eventos de la Unión, de acuerdo con las recomendaciones del Comité Olímpico Internacional, y en marzo de 2022 su presidente ruso, Ígor Levitin, se autosuspendió «para proteger la integridad de la asociación y el bienestar de los atletas». El vicepresidente bielorruso, Vladímir Samsónov, también dimitió. El portugués Pedro Miguel Moura asumió las funciones oficiales.

## Asociaciones miembros
Las cincuenta y ocho asociaciones miembros de la Unión Europea de Tenis de Mesa:
| Asociación | Sigla       | Estado               | Sede               |      |
| --- | ----------- | -------------------- | ------------------ | ---- |
| Federación Albanesa de Tenis de Mesa en albanés, Federata Shqiptare e Ping Pongut                                                                  | ATTF        | Albania              | Escútari           |      |
| Federación Alemana de Tenis de Mesa en alemán, Deutscher Tischtennis-Bund                                                                          | DTTB        | Alemania             | Fráncfort del Meno | 1925 |
| Federación Andorrana de Tenis de Mesa en catalán, Federació Andorrana de Tennis Taula                                                              | FATT        | Andorra              | Ordino             |      |
| Federación Armenia de Tenis de Mesa en armenio, Հայաստանի սեղանի թենիսի ֆեդերացիա                                                                  |             | Armenia              | Ereván             | 1992 |
| Asociación Austríaca de Tenis de Mesa en alemán, Österreichischer Tischtennis Verband                                                              | ÖTTV        | Austria              | Viena              | 1930 |
| Azərbaycan Stolüstü Tennis Federasiyası en azerí, Azərbaycan Stolüstü Tennis Federasiyası                                                          | ASTF        | Azerbaiyán           | Bakú               | 1950 |
| Real Federación Belga de Tenis de Mesa en francés, Fédération Royale Belge de Tennis de Table en neerlandés, Koninklijke Belgische Tafeltennisbond | FRBTT KBTTB | Bélgica              | Ixelles            | 1931 |
| Federación Bielorrusa de Tenis de Mesa en bielorruso, Белорусская федерация настольного тенниса                                                    | BTTF        | Bielorrusia          | Minsk              |      |
| Federación de Tenis de Mesa de Bosnia y Herzegovina en bosnio, Stonoteniski Savez Bosne i Hercegovine                                              | STS BiH     | Bosnia y Herzegovina | Sarajevo           | 1954 |
| Federación Búlgara de Tenis de Mesa en búlgaro, Българска федерация по тенис на маса                                                               | БФТМ        | Bulgaria             | Sofía              |      |
| Asociación Checa de Tenis de Mesa en checo, Česká asociace stolního tenisu                                                                         | ČAST        | Chequia              | Praga              | 1926 |
| Federación de Tenis de Mesa de Chipre en griego, Παγκύπρια Ομοσπονδία Επιτραπέζιας Αντισφαίρισης                                                   | Π.Ο.ΕΠ.Α    | Chipre               | Nicosia            | 1963 |
| Asociación Croata de Tenis de Mesa en croata, Hrvatski Stolnoteniski Savez                                                                         | HSTS        | Croacia              | Zagreb             | 1939 |
| Unión Danesa de Tenis de Mesa en danés, Bordtennis Danmark                                                                                         | BTDK        | Dinamarca            | Brøndby            | 1943 |
| Table Tennis Scotland | TTS         | Escocia              | Edimburgo          | 1936 |
| Asociación Eslovaca de Tenis de Mesa en eslovaco, Slovenský stolnotenisový zväz                                                                    | SSTZ        | Eslovaquia           | Bratislava         |      |
| Asociación de Tenis de Mesa de Eslovenia en esloveno, Namiznoteniška zveza Slovenije                                                               | NTZS        | Eslovenia            | Liubliana          |      |
| Real Federación Española de Tenis de Mesa | RFETM       | España               | Madrid             | 1942 |
| Asociación Estonia de Tenis de Mesa en estonio, Eesti Lauatenniseliit                                                                              | ELTL        | Estonia              | Tallin             | 1990 |
| Asociación Finlandesa de Tenis de Mesa en finés, Suomen Pöytätennisliitto                                                                          | SPTL        | Finlandia            | Helsinki           | 1938 |
| Federación Francesa de Tenis de Mesa en francés, Fédération française de tennis de table                                                           | FFTT        | Francia              | París              | 1927 |
| Asociación Galesa de Tenis de Mesa en inglés, Table Tennis Association of Wales en galés, Cymdeithas Tenis Bwrdd Cymru                             | TTAW        | Gales                | Cardiff            | 1921 |
| Federación Georgiana de Tenis de Mesa en georgiano, საქართველოს მაგიდის ჩოგბურთის ფედერაცია                                                        | TTFG        | Georgia              | Tiflis             | 1991 |
| Asociación de Tenis de Mesa de Gibraltar en inglés, Gibraltar Table Tennis Association                                                             | GTTA        | Gibraltar            |                    |      |
| Asociación Helénica de Tenis de Mesa en griego, Ελληνική Φίλαθλη Ομοσπονδία Επιτραπέζιας Αντισφαίρισης                                             | Ε.Φ.Ο.Επ.Α. | Grecia               | Atenas             | 1956 |
| Federación de Tenis de Mesa de Groenlandia en inglés, Greenland Table Tennis Federation                                                            | GTTF        | Groenlandia          | Nuuk               | 1984 |
| Asociación de Tenis de Mesa de Guernesey en inglés, Guernsey Table Tennis Association                                                              | GTTA        | Guernesey            | Vale               |      |
| Asociación Húngara de Tenis de Mesa en húngaro, Magyar Asztalitenisz Szövetség                                                                     | MOATSZ      | Hungría              | Budapest           | 1925 |
| Table Tennis England | TTE         | Inglaterra           | Milton Keynes      | 1927 |
| Table Tennis Ireland | TTI         | Irlanda              | Dublín             | 1937 |
| Asociación de Tenis de Mesa de Islandia en islandés, Borðtennissamband Íslands                                                                     | BTÍ         | Islandia             | Reikiavik          | 1971 |
| Asociación Feroesa de Tenis de Mesa en feroés, Borðtennissamband Føroya                                                                            | BTSF        | Islas Feroe          | Tórshavn           | 1980 |
| Asociación de Tenis de Mesa de la Isla de Man en inglés, Isle of Man Table Tennis Association                                                      | IOMTTA      | Isla de Man          | Foxdale            |      |
| Asociación Israelí de Tenis de Mesa en hebreo, איגוד טניס השולחן בישראל en inglés, Israeli Table Tennis Association                                | ITTA        | Israel               | Tel Aviv-Yafo      |      |
| Federación Italiana de Tenis de Mesa en italiano, Federazione Italiana Tennistavolo                                                                | FITeT       | Italia               | Roma               | 1947 |
| Asociación de Tenis de Mesa de Jersey en inglés, Jersey Table Tennis Association                                                                   | JTTA        | Jersey               |                    | 1923 |
| Federación de Tenis de Mesa de Kosovo en albanés, Federata e Pingpongut tė Kosovės                                                                 | FPPK        | Kosovo               | Pristina           | 2003 |
| Federación de Tenis de Mesa de Letonia en letón, Latvijas Galda tenisa federācija                                                                  | LGTF        | Letonia              | Riga               |      |
| Asociación de Tenis de Mesa de Liechtenstein en alemán, Liechtensteiner Tischtennisverband                                                         | LTTV        | Liechtenstein        | Triesen            | 1980 |
| Asociación de Tenis de Mesa de Lituania en lituano, Lietuvos stalo teniso asociacija                                                               | LSTA        | Lituania             | Vilna              |      |
| Federación Luxemburguesa de Tenis de Mesa en luxemburgués, Fédération luxembourgeoise de tennis de table                                           | FLTT        | Luxemburgo           | Luxemburgo         | 1936 |
| Federación de Tenis de Mesa de Macedonia del Norte en macedonio, Пинг-Понг Федерација на Македонија                                                | ППФМ        | Macedonia del Norte  | Escopia            |      |
| Asociación de Tenis de Mesa de Malta en inglés, Malta Table Tennis Association                                                                     | MTTA        | Malta                | La Valeta          | 1953 |
| Federación de Tenis de Mesa de Moldavia en rumano, Federația de Tenis de masă din Republica Moldova                                                | FTMM        | Moldavia             | Chisináu           |      |
| Federación Monegasca de Tenis de Mesa en francés, Fédération Monégasque de tennis de table                                                         | FMTT        | Mónaco               | Mónaco             |      |
| Asociación de Tenis de Mesa de Montenegro en montenegrino, Stonoteniski savez Crne Gore                                                            | STSCG       | Montenegro           | Podgorica          | 1955 |
| Asociación Noruega de Tenis de Mesa en noruego, Norges Bordtennisforbund                                                                           | NBTF        | Noruega              | Oslo               | 1946 |
| Asociación Neerlandesa de Tenis de Mesa en neerlandés, Nederlandse Tafeltennisbond                                                                 | NTTB        | Países Bajos         | Nieuwegein         | 1935 |
| Federación Polaca de Tenis de Mesa en polaco, Polski Związek Tenisa Stołowego                                                                      | PZTS        | Polonia              | Varsovia           | 1931 |
| Federación Portuguesa de Tenis de Mesa en portugués, Federação Portuguesa de Ténis de Mesa                                                         | FPTM        | Portugal             | Lisboa             | 1944 |
| Federación Rumana de Tenis de Mesa en rumano, Federația Română de Tenis de Masă                                                                    | FRTM        | Rumanía              | Bucarest           | 1926 |
| Federación Rusa de Tenis de Mesa en ruso, Федерация настольного тенниса России                                                                     | ФНТР TTFR   | Rusia                | Moscú              | 1950 |
| Federación Sanmarinense de Tenis de Mesa en italiano, Federazione Sammarinese Tennistavolo                                                         | FSTT        | San Marino           | Serravalle         |      |
| Federación Serbia de Tenis de Mesa en serbio cirílico, Стонотениски савез Србије en serbio latino, Stonoteniski savez Srbije                       | СТСС STSS   | Serbia               | Belgrado           |      |
| Asociación Sueca de Tenis de Mesa en sueco, Svenska Bordtennisförbundets                                                                           | SBTF        | Suecia               | Helsingborg        | 1926 |
| Swiss Table Tennis | STT         | Suiza                | Ittigen            | 1931 |
| Federación Turca de Tenis de Mesa en turco, Türkiye Masatenisi Federasyonu                                                                         | TMTF        | Turquía              | Angora             | 1966 |
| Federación de Tenis de Mesa de Ucrania en ucraniano, Федерація настільного тенісу України                                                          | ФНТУ        | Ucrania              | Kiev               | 1992 |

## Competiciones
La Unión Europea de Tenis de Mesa organiza o gestiona las siguientes competiciones:

### Individual
- El Campeonato de Europa de tenis de mesa se disputa desde 1958, y anualmente desde 2007; es el principal campeonato a nivel continental, con competiciones individuales, dobles y por equipos.
- El Top-16 Europa se disputa anualmente desde 1971; participan los dieciséis mejores jugadores de Europa según la lista.
- El Campeonato de Europa U-21 es un nuevo torneo para jugadores con menos de veintiún años, que se disputó por primera vez en 2017.
- El Campeonato de Europa para jóvenes se disputa anualmente desde 1955; es el principal campeonato a nivel continental para jugadores júnior —por debajo de dieciocho años— y jugadores cadetes —por debajo de quince años—.
- El Top-10 Europa juvenil se disputa anualmente desde 1985; participan los diez mejores jugadores europeos júniores y cadetes.
- La Copa euroasiática se alternaba entre Europa y Asia desde 2009 hasta 2012, y en China desde 2013.
- Los Juegos Europeos de tenis de mesa son eventos individuales de tenis de mesa y por equipos formando parte de los Juegos Europeos, cada cuatro años desde 2015 en adelante.
- El Preolímpico europeo se disputa en año olímpico para determinar los jugadores europeos que se clasifican a título individual para los Juegos Olímpicos.
- El Campeonato europeo de veteranos se disputa en los años impares desde 1995, con competiciones en ocho categorías de edad diferentes.

### Club
- La Liga de Campeones de tenis de mesa es la más importante competición internacional a nivel de clubes en Europa; la competición masculina se disputa anualmente desde 1998-1999, y la femenina desde 2005-2006.
- La ETTU Cup es la segunda competición en importancia; la competición masculina se disputa anualmente desde 1964-1965, y la femenina desde el año siguiente.
- La Copa de Campeones de Europa es la competición que fue reemplazada por la Liga de Campeones; la competición masculina se disputó anualmente desde 1960-1961 hasta 2000-2001, y la femenina desde 1963-1964 hasta 2004-2005.

## Salón de la fama
En septiembre de 2015 la Unión creó el Salón de la fama europeo del tenis de mesa (en inglés, European Table Tennis Hall of Fame) con el objetivo de rendir honores a los campeones, jugadores legendarios y otras personalidades que se considera que han hecho contribuciones excepcionales al deporte del tenis de mesa en Europa.